# 教义问答

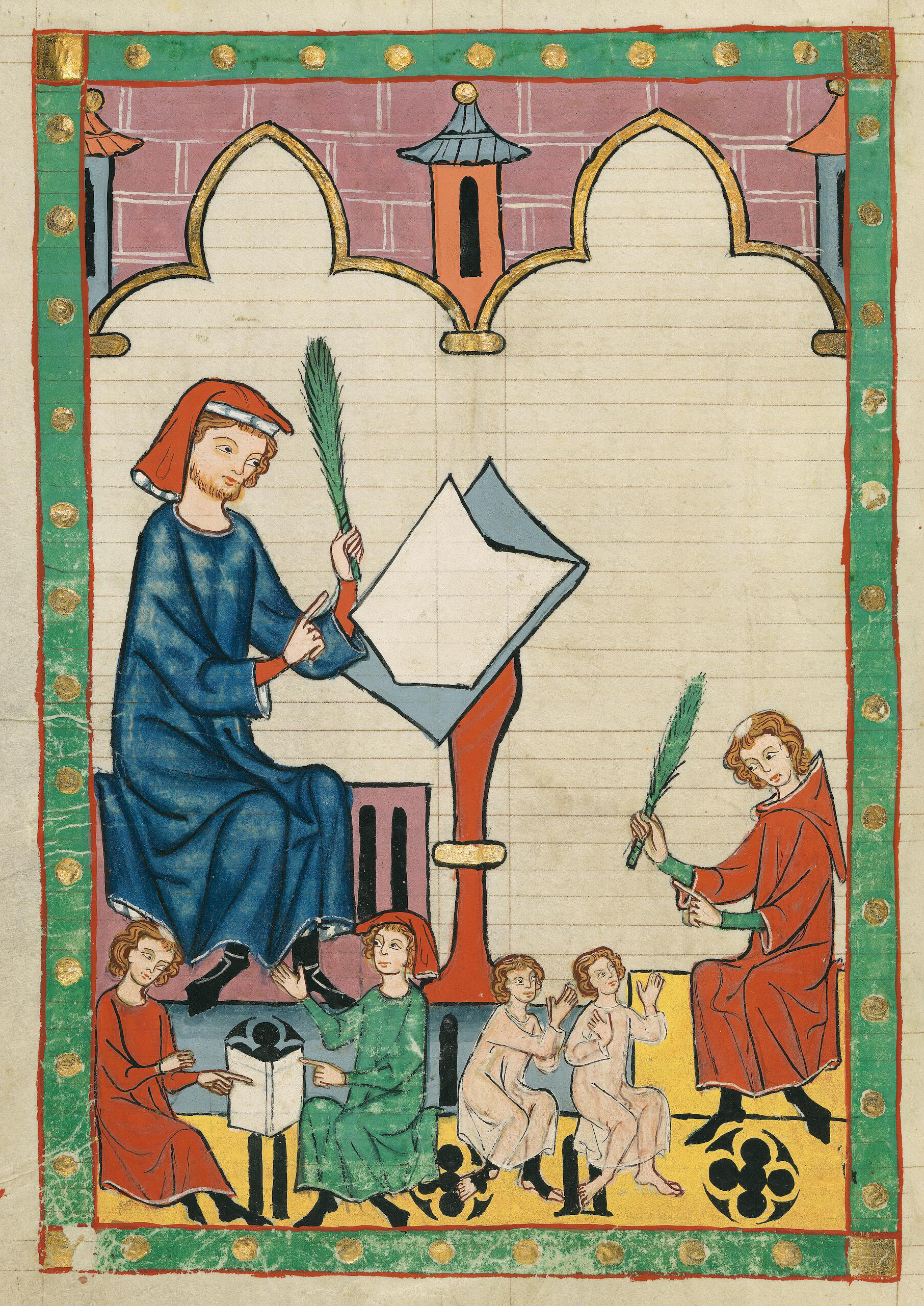
马奈斯手抄本

教义问答（英語：Catechism），又稱教理問答、要理問答，是基督宗教對教义的阐释，为带有答案的问答形式的教义手册，采用的问答形式在非宗教或世俗领域亦有使用。传统上用于基督宗教的宗教教育，从新约时代一直到现在。
天主教有《羅馬教理》、《天主教教理》，新教有歸正宗信徒烏爾西努斯（Zacharias Ursinus, 1534-1583）與奧利維亞努斯（Caspar Olevianus, 1536-1587）等著的《海德堡要理問答》；馬丁·路德的《路德大教理》、《路德小教理》。
教義問答的講師是从事宗教教育的人员，通常不是神父或牧師，而是接受過教會培训的平信徒。